# Таусуги
Таусуги (таусоги, сулу, холо, варіанти назви: Tausug, Tau Suug, Taw Sug, Tausog, Joloano, Jolo Moro, Sulu, Suluk, Sulu Moro) — народ на південному заході Філіппін, одна з найбільших етнічних груп мусульман (моро) цієї країни. Чисельно й політично домінують на архіпелазі Сулу.
Самоназва — тау-сууґ (Tau Sūg), що означає «люди морської течії» (тау — «люди», сууг — «морська течія»). В Малайзії таусугів називають сулуками (малай. Suku Suluk).
В культурному плані таусуги є доволі монолітною групою, регіональна диференціація мінімальна. На острові Холо, культурному, політичному й історичному центрі таусугів, жителів внутрішніх районів називають тауґімба (ґімба — «внутрішні райони»), жителів узбережжя — таугіґад (гіґад — «морське узбережжя»), а жителів інших островів — таупу (пу — «острів»).

## Розселення й чисельність

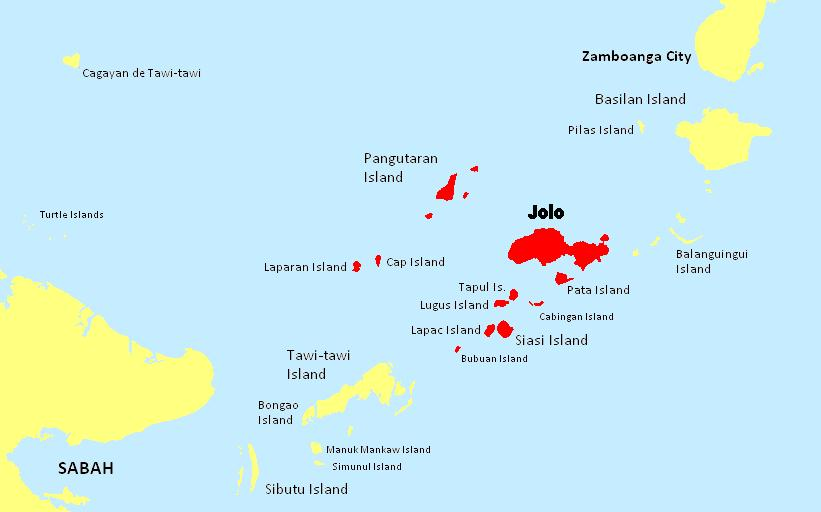
Основний район розселення таусугів.

Основним районом розселення туасугів є архіпелаг Сулу, розташований між островами Мінданао та Калімантан. Вони поділяють цю територію з народом самаль: таусуги зазвичай займають більші високі острови, придатні для ведення землеробства, а самаль, за своїм способом життя більше пов'язані з морем, населяють переважно низькі коралові острови. Найбільше таусугів живе на острові Холо, стратегічно розташованому в центрі архіпелагу. Багато їх і на сусідніх островах Пата, Тапул, Луґус, Сіасі. Живуть туасуги також на північному та східному узбережжі Басілану й на південному заході Мінданао (в провінціях Південна Замбоанга й Котабато). Більшість цих районів входить до складу  Автономного регіону в мусульманському Міднанао.
На острові Калімантан таусуги не є корінними жителями. Деякі з них живуть на півночі острова вже сотні років, але багато інших прибули з архіпелагу Сулу лише недавно в пошуках роботи, або рятуючись від збройного конфлікту. В Малайзії живуть переважно на сході Сабаху, окремі поселення таусугів є на узбережжі індонезійської провінції Північний Калімантан.
За даними перепису населення Філіппін 2010 року чисельність таусугів становила 1 226 601 особа (1,33 % населення країни).
За оцінкою проєкту Joshua Project, 2020 року чисельність таусугів на Філіппінах становила 1302 тис. осіб, в Малайзії — 219 тис. осіб, в Індонезії — 22 тис. осіб, разом 1543 тис. осіб.

## Мова
Говорять таусузькою мовою (код ISO 639-3: tsg), що належить до австронезійської мовної сім'ї. Як і мови більшості мусульманських народів Філіппін, вона тісно пов'язана з мовами центральних Філіппін і належить до числа бісайських (вісайських) мов. Найближче до таусозької стоїть бутуанська мова (Butuanon), якою розмовляють у гирлі річки Агусан (тагал. Ilog Agusan) на північному сході Мінданао. Водночас в лінгвістичному плані туасозька мова має багато спільних рис із сусідніми мовами сама-баджо, які належать до зовсім іншої гілки малайсько-полінезійських мов.
Таусузька мова виконує роль регіональної в провінціях Сулу й Таві-Таві. Тут вона викладається в початковій школі, перебуває в широкому використанні, енергійно використовується особами всіх вікових категорій. Люди мають до неї позитивне ставлення. Мовою таусуг говорять також інші народи регіону. Існує література, складені словники, граматика, ведуться програми на радіо, телебаченні. Писемність на основі арабської графіки, використовує шрифт насх.
Майже всі таусуги на Філіппінах одномовні, в Малайзії говорять також малайською мовою, використовують її місцевий сабаський варіант.

## Релігія

Мечеть у місті Холо.

За релігією таусуги — мусульмани-суніти, послідовники шафійського мазгабу. Релігія займає центральне місце в ідентичності народу. Дотримуються п'яти стовпів ісламу, хоча лише літні люди регулярно практикують щоденні молитви.
Релігія традиційно відігравала важливу роль у підтримці ієрархічної структури держави. Султан, як глава ісламської держави, був наділений як світською, так і релігійною владою. Офіційні генеалогії виводили його походження від пророка Магомета. Його особа мала ілюструвати ідеальні якості та чесноти людини, її відданість вірі.
Імам є важливою фігурою в громаді. Він проводить службу на обрядах, пов'язаних з кризовими моментами в житті, дає людям релігійні поради й настанови.
Відзначають усі мусульманські свята. Головними подіями в релігійному календарі є піст у місяць Рамадан, свято розговіння Гарі-Рая-Пуаса (Hari Raya Puasa), що завершує його, Гарі-Рая-Гаджи (Hari Raya Hadji) — свято жертвопринесення, що проводиться 10-го числа місяця Зуль-хіджа, Мавлід (Maulideen Nabi) — день народження пророка Магомета, Панулак-бала (Panulak Balah) — день ритуального купання, який має вичистити все зло.
Уважається, що всі хвороби, нещасні випадки та інші біди є Божою волею. Вважається, що кожна людина має чотири душі, які залишають тіло в час смерті. Тіло потрапляє в пекло, де відбуває покарання, тривалість якого визначається співвідношенням злочинів та накопичених релігійних заслуг померлого. Коли людина помирає, потрібно зробити чотири дії: викупати небіжчика, закутати його, прочитати молитви за померлого, поховати його. Поховання супроводжується семиденним пильнуванням. Поминки проводять на 7-й, 20-й, 40-й і 100-й день, а також на першу, другу та третю річницю з дня смерті. П'ятнадцятого числа місяця шаабан люди вшановують молитвами своїх померлих предків; уважається, що цього дня одна з їхніх душ (ро) повертається на землю. Наступного дня прибирають могили.
Незважаючи на відданість мусульманській релігії, таусуги зберігають деякі доісламські вірування. Вони бачать світ населеним різними духами, здатними спричинити добро чи нещастя. Для лікування хвороб використовують народні ліки (мангунгубат). Місцеві знахарі, зцілюючи хворих, використовують головним чином рослинні засоби та молитви. Методи лікування вони отримують у снах або від старших знахарів.

## Історія
Зважаючи на близьку спорідненість бутуанської та таусузької мов, початковою батьківщиною таусугів вважається північний схід Мінданао. Приблизно в X—XI ст. мігранти-таусуги прибули на острів Холо. Цю міграцію пов'язують з розвитком китайської торгівлі на Філіппінах за часи ранньої династії Сун. До кінця XIII ст. таусуги вже були потужною силою в регіоні й домінували на архіпелазі Сулу. На початку XV ст. відоме посольство раджи Падуки Пагали до Китаю. Прийняття ісламу ще більше зміцнило їхні позиції в стосунках із сусідами самаль. Поширенню ісламу сприяла діяльність арабських суфійських місіонерів, що прибули на Філіппіни через Малайський півострів та Суматру.
В середині XV ст. був заснований султанат Сулу. Він став центром поширення ісламу на Філіппінах. Створення султанату сприяло консолідації таусугів та закріпило їхнє панування в регіоні. Розквіту своєї могутності султанат досяг у XVIII та на початку XIX ст., коли його вплив поширився до прибережних районів Мінданао на сході та північного Калімантану на заході. Холо став головним центром торгівлі та піратства в регіоні, а також центром работоргівлі; більшість рабів захоплювали на християнських Філіппінах.
Після завоювання та колонізації Філіппін Іспанією в XVI ст. султанат Сулу вів майже безперервні війни з іспанцями протягом наступних 300 років. Перший напад європейців на місто Холо стався в 1578 році, але постійний гарнізон іспанці змогли створити тут лише 1876 року. Після іспано-американської війни 1898 року Філіппіни перейшли під владу США. Таусуги чинили жорсткий опір колонізаторам, контроль над внутрішніми районами острова Холо американці змогли встановити лише 1913 року. Американці скасували рабство, здійснили конфіскацію вогнепальної зброї та обмежили піратство й ворожнечу в регіоні. 1915 року султан Джамаль уль-Кірам був змушений відмовитись від усіх претензій на світську владу, але зберіг свою релігійну роль ісламського суверена.
Після проголошення незалежності Філіппін у 1946 році збройні конфлікти на території країни відродились. Архіпелаг Сулу став головним центром ісламського сепаратизму на півдні країни. Із середовища таусогів походило багато лідерів Національно-визвольного фронту моро та Ісламського визвольного фронту моро, які очолили боротьбу філіппінських мусульман за створення окремої ісламської держави на півдні країни (Республіка Бангсаморо). 1974 року під час боїв між мусульманськими сепаратистами та урядовими військами було зруйноване місто Холо, багато туасогів повтікало на Басілан, у Замбоангу та малайзійський Сабах. 1996 року сторони підписали мирну угоду, але вона не припинила конфлікт.
Протягом 1989—2019 рр. архіпелаг Сулу входив до складу Автономного регіону в Мусульманському Мінданао, який 2019 року був трансформований в Автономний регіон Бангсаморо в Мусульманському Мінданао.

## Господарство

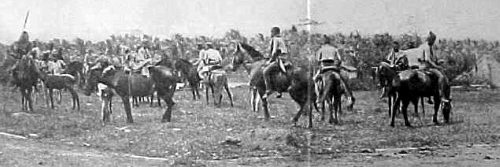
Таусузькі вершники (1899).

Здавна таусуги славились як воїни, мореплавці й торговці, проте основу їхнього господарства становить плужне землеробство. Вирощують вологий і суходільний рис, який є основною продовольчою культурою, як тяглову худобу використовують велику рогату худобу або водяних буйволів. Культивують також кукурудзу, маніок, просо, сорго, кунжут. Протягом року отримують три врожаї: перший — це кукурудза та інші зернові, другий — рис і третій — маніок. Збирання маніоку триває до наступного сухого сезону. На окремих ділянках висаджують арахіс, ямс, баклажани, квасолю, помідори, цибулю. Основними товарними культурами є кокосова пальма (отримують копру, горіхи), кава, абака та різноманітні фрукти: банани, дуріани, джекфрути, манго, мангостани, лонгконги, апельсини.
Земельні ділянки розпорошені, домогосподарства мають по декілька таких ділянок, розташованих у різних місцях.
Розводять биків-карабао, низькорослих коней, домашню птицю. Також займаються рибальством, морською торгівлею та різноманітними ремеслами. Багато прибережних таусугів не мають землі й заробляють на життя рибальством або дрібною торгівлею. Риболовля здійснюється в прибережних водах, переважно за допомогою сіток, гачків або пасток, вона може вестись як повний, так і неповний робочий день. Більшість сільськогосподарського знаряддя та побутових предметів виготовляють з бамбука. Залізне знаряддя виготовляють місцеві ковалі, розвинені обробка металів, ювелірна справа, зброярство, різьблення по дереву й перламутру, фарбування тканин, плетення, ткацтво. Жінки виготовляють плетені килимки з пандана та плетені головні убори як для домашнього використання, так і на продаж. Традиційними заняттями таусугів є видобуток перлів, раковин, коралів, перевезення вантажів.
З часу заснування султанату Сулу й до середини XIX століття таусуги вели масштабну торгівлю з Китаєм перлами, пташиними гніздами, трепангами, камфорою та сандаловим деревом. Історично в межах архіпелагу також існувала значна міжострівна торгівля. Сьогодні копра та абака продаються переважно китайським гуртовим торговцям, а більшість продуктів, що споживаються на місці, реалізується торговцями з числа таусугів та самаль. Важливе значення має також контрабанда між Сулу та сусідніми малайзійськими портами.
Чоловіки й жінки беруть участь у сільськогосподарських роботах. Чоловіки виконують значну частину важких робіт, таких як розчищення земельних ділянок, оранка та огородження полів. Сівба, прополювання та збирання врожаю проводяться спільно. Жінки доглядають за городами та збирають фрукти. Чоловіки й жінки займаються торгівлею. Рибальство, металообробка, міжнародна торгівля та контрабанда — це переважно чоловічі заняття, хоча в останньому жінки часто керують фінансовими питаннями.

## Суспільство

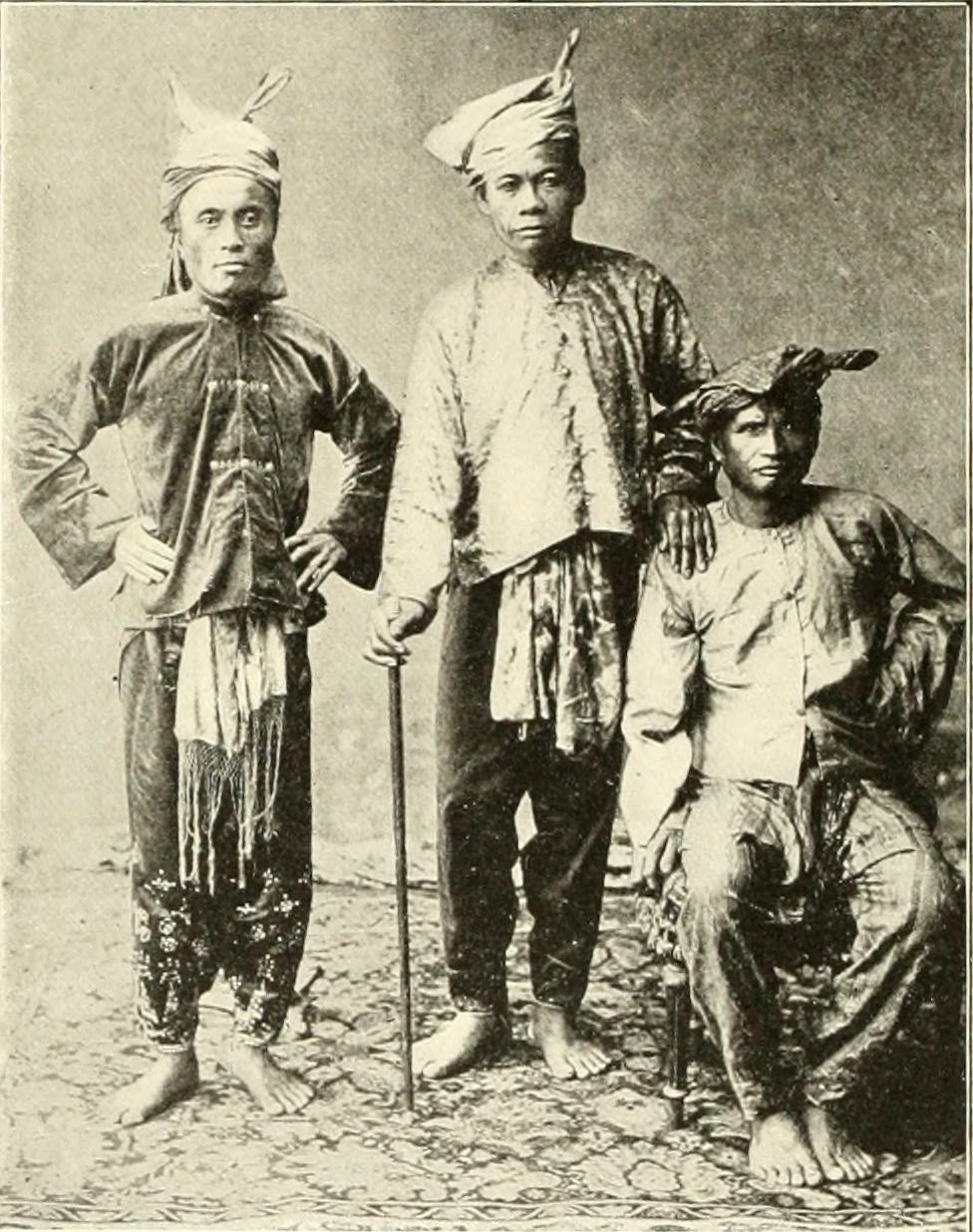
Таусузькі шляхтичі (1899).

Таусуги живуть замкненими громадами (кауман), побудованими на принципах білатеральної (за чоловічою та жіночою лініями) спорідненості (усбаваріс). Таусузька громада — це група хуторів (лунган) із власною назвою, старостою, мечеттю та правилами шлюбної ендогамії в межах групи. Члени громади, як правило, пов'язані кровними або шлюбними зв'язками. Солідарність братів і сестер (поширюється й на двоюрідних та троюрідних) є особливо сильною. Вона яскраво виявляється під час життєвих криз, зокрема у випадку тяжкої хвороби або коли йдеться про честь родини. Родинні зв'язки особливо важливі для забезпечення політичної єдності та для отримання підтримки в часи збройних конфліктів.
Крім спорідненості, визнаються різноманітні ритуально-дружні стосунки. Це може бути скріплений присягою союз між громадами. Іншим прикладом є ритуальна угода, що декларує дружні стосунки між суперниками чи потенційними суперниками, укладені для попередження відкритої ворожнечі або для її припинення, часто за спонуканням регіональних лідерів. Наявність багатьох друзів є важливим фактором для успіху в збройних суперечках та судових процесах, а також для безпеки подорожей за межами рідного регіону.
Значними авторитетом у суспільстві користуються вожді (дату) та служителі культу (імами).
За доби султанату суспільство таусугів було ієрархічно стратифікованим. На верхівці ієрархії стояли султан та його родина. За ними йшла шляхта, яка складалася з двох категорій: дату та саліп. Дату — це титулована шляхта, яка здійснювала регіональну владу, саліп виводили своє походження від пророка Магомета. Султану належало виключне право надання титулів. Отримання титулу означало визнання авторитету лідера та його позиції в ієрархії суспільства. Дату пропонували своїм підданим захист, відповідали за дотримання законодавства, призначали місцевих світських і релігійних чиновників. У столиці при султані існувала дорадча державна рада (рума-бічара), що складалася з релігійних радників та провідних дату.
Простолюдини складали близько 80 відсотків населення, вони, як і раби, повинні були зберігати вірність своєму дату. Значною мірою багатство та влада досягалися незалежно від успадкованих титулів, люди скромного походження часто набували великого впливу й, на визнання їхнього статусу, отримували титули та займали визначні місця в ієрархії суспільства. Після 1915 року світська влада султана була сильно урізана, але він продовжує зберігати більшу частину своїх традиційних релігійних функцій. Сьогодні традиційні політичні структури залишаються в основному незмінними, особливо на нижчому та середньому рівнях, лише владу султана замінили державні структури Філіппін.
Землеволодіння індивідуальне. Земельні ділянки обробляються окремими домогосподарствами й успадковуються окремими людьми. Колодязі, пасовища та морське узбережжя традиційно доступні для загального користування.
Домогосподарство в таусугів може складатися або з нуклеарної, або з розширеної сім'ї; остання складається з батьків, їхніх неодружених дітей, а також одружених дітей зі своїми сім'ями.
Сім'я моногамна, полігінія зустрічається лише в представників вищих соціальних верств.
У шлюбних звичаях та сімейному житті дотримуються мусульманських традицій. Контакти між хлопцями та дівчатами обмежені. Дівчат, що мають вийти заміж, тримають у відносній ізоляції. Шлюб зазвичай влаштовують батьки. Найкращим подружжям вважаються двоюрідні брати й сестри, це підтримує єдність громади. Одруженню передує серія зустрічей, у ході яких укладають договір, що передбачає розмір викупу за наречену та інші витрати, які мають лягти на сім'ю нареченого. Весілля відбувається в хаті батьків нареченого одразу після сплати викупу за наречену. Церемонію проводить імам.
Крім шлюбу за домовленістю, молодий може отримати наречену шляхом втечі або викрадення, обидва способи є загальноприйнятними.
Після весілля молодята протягом першого року або до народження дитини зазвичай живуть з батьками дружини. Тоді вони вільні приєднатися до сім'ї чоловіка, залишитися в сім'ї дружини або збудувати власну хату й жити окремо. Останній варіант вважається найкращим.
На острові Мінданао поширились мішані шлюби.
Стосунки між чоловіком та дружиною є близькими й довговічними, що є характерною рисою суспільства таусугів. Розлучення дозволене, але трапляється рідко.
Життя новонародженої дитини вважається нестабільним, тому дітей зазвичай захищають амулетами (гампан) і перший час після народження приховують від сторонніх. Приблизно у віці 1-2 роки як хлопчики, так і дівчатка проходять ритуальну стрижку й відразу після цього отримують імена. За дітьми піклуються як батьки, так і їхні старші брати та сестри. Хлопчики проходять важливий ритуал обрізання (пагіслам) у віці від 13 до 19 років. Дівчатка проходять подібний обряд (пагсуннат), коли їм виповнюється 5 або 6 років, але він відбувається без церемонії, збираються лише жінки.
Сьогодні діти відвідують державні школи, але мало хто з них здобуває більше ніж початкову освіту. Більшість дітей відвідує коранічні школи або вивчають Коран удома з приватним вчителем. Коли вони стануть достатньо вмілими, проводять церемонію пагтаммат, під час якої діти шляхом декламації публічно демонструють своє знання священної книги мусульман. Зазвичай це святковий день, а масштаб святкування відповідає статусу родини та її економічним можливостям.
Землю в спадок зазвичай ділять між синами, при цьому певна перевага надається старшому з них. Інше майно, як правило, успадковується як синами, так і дочками.
Збройні чвари, викликані, наприклад, індивідуальною помстою, є поширеним явищем на місцевому рівні. Ворожнеча може спровокувати бійку, в якій бере участь по понад 100 осіб з кожного боку. Зовнішня ворожнеча в минулому приймала форму піратства та набігів на узбережжя, організованих альянсами середнього та найвищого рівня й спрямованих, головним чином, на захоплення рабів та здобичі. У XIX столітті, після встановлення над Сулу нестабільної іспанської військової гегемонії, в середовищі таусугів склалася модель ритуального самогубства (саббіл) як форма особистого джихаду або релігійного мучеництва.
Конфлікти вирішують через закон та судові процеси. Таусуги визнають 3 категорії права: чистий коранічний закон; тлумачення релігійного права (сара), кодифіковане султаном та місцевими чиновниками; звичаєве право (адат), включаючи злочини честі.

## Побут
За винятком міст та прибережних рибальських сіл, громади таусугів, як правило, розпорошені, окремі хати розташовані поруч із сімейними полями. Таким чином, хутір-лунган складається з окремих хат, що стоять на значній відстані одна від одної. Іноді група близьких родичів ставить свої хати поруч.
Житло прямокутне, однокамерне. Хати ставлять на палях, які підіймають їх на висоту 2-3 метри над землею. Стіни бамбукові або дерев'яні, дах крутий, критий соломою. Хати оточені верандами, рясно оздоблені декоративними елементами з бамбука та пальми ніпа. Кухню ставлять окремо, позаду хати. Садибу обносять бамбуковим парканом.
Традиційний чоловічий одяг різноманітний, носять довгі й до колін шаровари, саронги, куртки, сорочки, на голову вдягають конусоподібні солом'яні капелюхи, пов'язки, згорнуті скрутнем або завоєм, фески. Обов'язковою складовою костюму є широкий пояс та крис (кинджал). Жінки вдягають саронг, жилет, що облягає тіло, кофту, шаровари довгі й до колін, поверх шаровар спідницю, також носять хустки, невеликі головні убори з бісеру, широкі шарфи, багато прикрас.
Традиційна їжа — рис, овочі, фрукти, риба та інші морепродукти. М'ясні страви готують тільки на свята. Свинини й алкогольних напоїв не вживають.
Відомі традиції підпилювання й чорніння зубів, жування бетеля.
Популярними видами розваг є танці, інструментальна музика та пісні. Декоративно-прикладне мистецтво не розвинене.